# Ron Flockhart (pilote automobile)
Pour les articles homonymes, voir Flockhart.
Ron Flockhart, né le 16 juin 1923 à Édimbourg et mort le 12 avril 1962 dans les Monts Dandenong, État de Victoria en Australie, est un pilote de course automobile écossais qui remporte à deux reprises les 24 Heures du Mans.

## Biographie
Ron commence sa carrière en sports mécaniques en compétition motocycliste après la seconde guerre mondiale mais se tourne rapidement vers la compétition automobile. À partir de 1948, il pilote une MG. En 1951 il remporte l'Ulster Trophy en Formule Libre 1.3L. sur JP Vincent. En 1952, il s'achète une ERA Type D R4, qu'il engage dans plusieurs épreuves de Formule Libre l'année suivante, remportant avec 4 courses. Il s'inscrit également sur plusieurs épreuves de Formule 2 au volant d'une Connaught Engineering-Lea Francis grâce à laquelle il attire l'attention de l'écurie Owen Racing Organisation qui lui permet de courir en Formule libre en 1954.

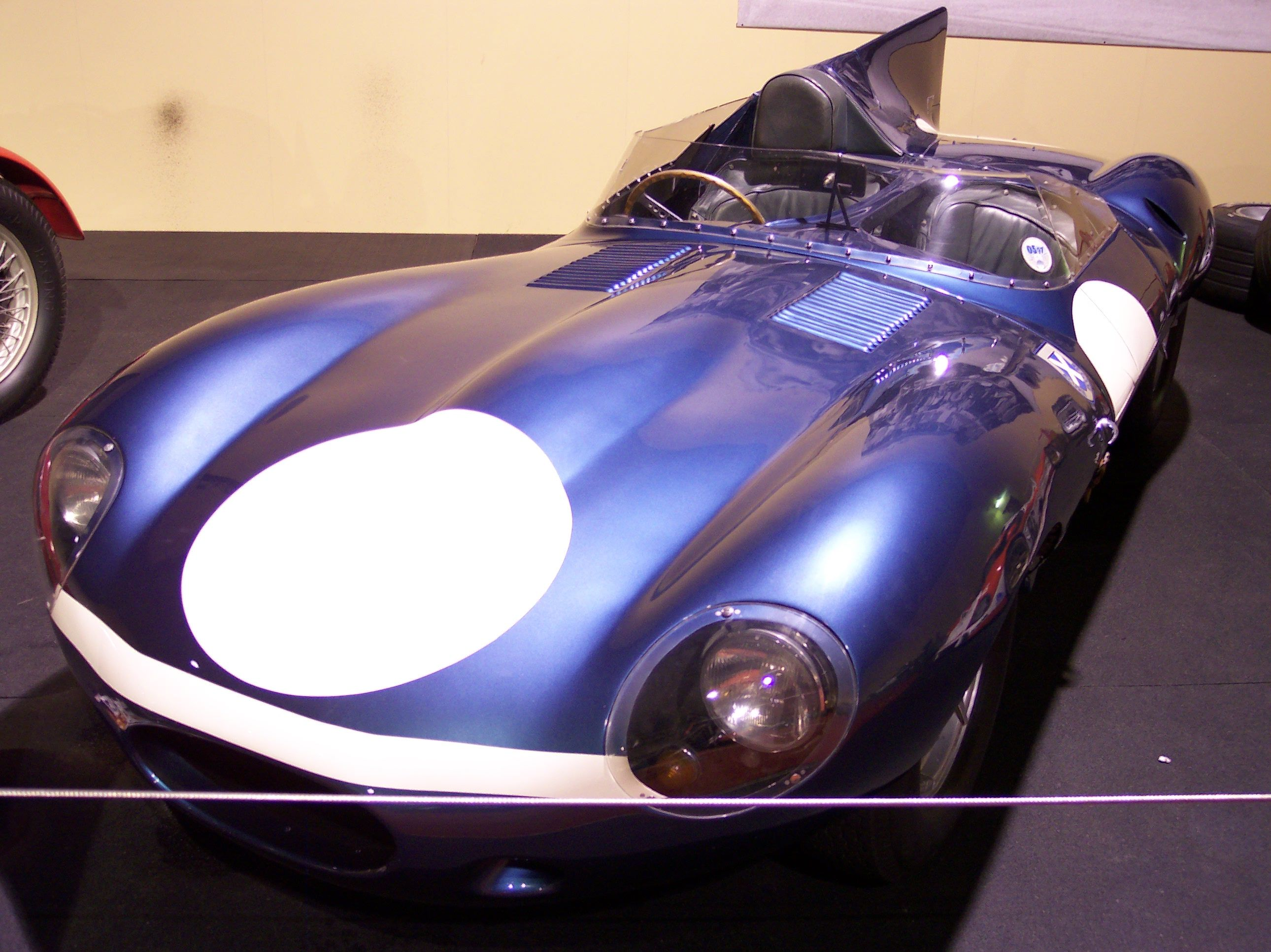
La Jaguar XKD 606 3.4L I6 de l'équipage vainqueur en 1956 des 24 Heures du Mans, Sanderson et Flockhart.

En 1954, il participe également à sa première course en championnat du monde de Formule 1, sur une Maserati 250F, lors du Grand Prix de Grande-Bretagne où il relaie le Prince Bira. Après seulement deux tours, il part à la faute et effectue plusieurs tonneaux. Il ne revient au championnat du monde de Formule 1 qu'en 1956 grâce à Owen Racing Organisation qui lui permet de s'engager pour le Grand Prix de Grande-Bretagne sur une P25 où un ennui moteur l'oblige à abandonner. Il s'impose lors des 24 Heures du Mans 1956 en compagnie de Ninian Sanderson au volant d'une Jaguar D-Type engagée par l'Ecurie Ecosse. En championnat du monde de Formule 1, il inscrit ses premiers points en se classant troisième du Grand Prix d'Italie, sur une Connaught Engineering-Alta officielle.
En 1957, il ne dispute que deux épreuves de championnat du monde chez Owen Racing Organisation. À Monaco il abandonne sur casse de sa boîte de vitesses, et au Grand Prix de France il est victime d'un accident où il est sévèrement brûlé aux bras et jambes. Entre-temps, comme la saison précédente, il est engagé par l'Ecurie Ecosse aux 24 Heures du Mans 1957 et, toujours au volant d'une Jaguar D-Type, il remporte à nouveau l'épreuve cette fois avec Ivor Bueb (un mois après un premier succès avec la voiture aux 2 Heures du Forez, et 15 jours avant une autre victoire à Rouen, cette fois sur Lotus Eleven), ainsi que le British Empire Trophy en catégorie 2L. auparavant au printemps.
En 1958, il dispute deux épreuves de championnat du monde, toujours chez Owen Racing Organisation. Il ne se qualifie pas sur le circuit de Monaco et, au Maroc, abandonne. Sa saison de course se termine à la suite d'un accident à Rouen, encore en catégorie Sport, qui l'éloigne des circuits pour plusieurs mois.
En 1959, Ron Flockhart remporte le Lady Wilgram Trophy en Nouvelle-Zélande et le Silver City Trophy à Snetterton, sa première, et unique, victoire en Formule 1, mais hors-championnat du monde. En championnat du monde, il poursuit avec Owen Racing Organisation et dispute cinq épreuves. Il se classe sixième du Grand Prix de France où il est à nouveau victime d'un incident puisqu'un caillou projeté par le passage d'un concurrent lui fait perdre momentanément l'usage d'un œil.
En 1960, il perd le soutien de Owen Racing Organisation, tant en championnat qu'hors-championnat. il dispute trois courses hors-championnat, à titre privé puis pour Cooper et Jack Brabham Motors, sans résultat. En championnat, il se classe sixième en France sur une Team Lotus officielle et abandonne aux Grand Prix des États-Unis où il est engagé par Cooper. Vainqueur du R.A.C. British Grand Prix à Silverstone pour John Coombs Racing Organisation sur Cooper Monaco T49 Climax en SportsCars, il dispute aussi quelques courses de Formule 2, mais il se tourne de plus en plus vers l'aviation.
À partir de 1961, Ron Flockhart réoriente complètement sa carrière, et délaisse la course automobile pour le milieu aéronautique, où il se lance dans la quête de records de vitesse. Le 12 avril 1962, il se tue lors d'un vol de préparation au-dessus des Monts Dandenong, en Australie, alors qu'il souhaitait battre le record établi sur le trajet Sydney-Londres.

## Résultats en championnat du monde de Formule 1
| Saison | Écurie                                         | Châssis             | Moteur         | Pneus          | GP disputés | Points inscrits | Classement |
| ------ | ---------------------------------------------- | ------------------- | -------------- | -------------- | ----------- | --------------- | ---------- |
| 1954   | Prince Bira                                    | Maserati 250F       | Maserati l6    | Dunlop         | 1           | 0               | Nc.        |
| 1956   | Owen Racing Organisation Connaught Engineering | BRM P25 Connaught B | BRM l4 Alta l4 | Dunlop Pirelli | 2           | 4               | 14e        |
| 1957   | Owen Racing Organisation                       | BRM P25             | BRM l4         | Dunlop         | 2           | 0               | Nc.        |
| 1958   | Owen Racing Organisation                       | BRM P25             | BRM l4         | Dunlop         | 1           | 0               | Nc.        |
| 1959   | Owen Racing Organisation                       | BRM P25             | BRM l4         | Dunlop         | 5           | 0               | Nc.        |
| 1960   | Team Lotus Cooper Car Company                  | Lotus 18 Cooper T51 | Climax l4      | Dunlop         | 2           | 1               | 25e        |

## Résultats aux 24 Heures du Mans
| Année | Voiture               | Équipe            | Équipiers        | Résultat         |
| ----- | --------------------- | ----------------- | ---------------- | ---------------- |
| 1955  | Lotus 9               | Lotus Engineering | Colin Chapman    | Abd. (99 tours)  |
| 1956  | Jaguar D-Type         | Ecurie Ecosse     | Ninian Sanderson | Vainqueur        |
| 1957  | Jaguar D-Type         | Ecurie Ecosse     | Ivor Bueb        | Vainqueur        |
| 1959  | Tojeiro-Jaguar        | Ecurie Ecosse     | John Lawrence    | Abd. (137 tours) |
| 1960  | Jaguar D-Type         | Ecurie Ecosse     | Bruce Halford    | Abd. (168 tours) |
| 1961  | Aston Martin DBR1/300 | Border Reivers    | Jim Clark        | Abd. (132 tours) |